# Ryszard Kuba Grzybowski
Ryszard Kuba Grzybowski (ur. 1933 w Warszawie, zm. 27 sierpnia 2022) – rysownik, grafik, malarz, projektant oraz poeta. Jeden z przedstawicieli polskiej szkoły plakatu.

## Życie i twórczość
Ryszard Kuba Grzybowski urodził się w Warszawie w 1933. Jego matka, Daniela z d. Czarnecka, pracowała jako tancerka baletowa w warszawskim Teatrze Wielkim. Występowała m.in. w przedstawieniach Feliksa Parnella. Ojciec Eugeniusz natomiast brał udział w wojnie polsko-bolszewickiej, z której wrócił w stopniu porucznika. W wojsku nawiązał znajomość z młodym wówczas oficerem Charles’em de Gaulle’em, który regularnie odwiedzał rodzinę Grzybowskich. Ojciec Eugeniusz Grzybowski był także właścicielem parku oraz pałacu w Słubicach, które należały do rodziny od 1867. Po wybuchu II wojny światowej ponownie włączył się obronę państwa biorąc udział w kampanii wrześniowej. Następnie uciekł do Francji, gdzie odnowił kontakty z de Gaullem. Został adiutantem francuskiego dowódcy i towarzyszył mu m.in. podczas walk w Afryce.
Po wojnie rodzina Grzybowskich przeprowadziła się do Łodzi, o czym nie wiedział przebywający we Francji ojciec Eugeniusz. Bezskutecznie próbował nawiązać kontakt z rodziną. Udało się to dopiero w 1947 w czasie wystawy rysunków w Paryżu. Szkoła Ryszarda w Polsce zorganizowała konkurs artystyczny, w którym młody artysta wziął udział. Jego rysunki postanowiono wystawić w Paryżu. To, co zwróciło uwagę odwiedzającego wystawę Eugeniusza Grzybowskiego, to widniejące na rysunkach podpisy „Kubuś” oraz „Kubełek”, ponieważ tak zawsze nazywał on swojego syna. Przez organizatorów wystawy udało mu się odzyskać kontakt z rodziną, jednak nie powrócił już do kraju.
Ryszard Grzybowski od młodego wieku wykazywał zainteresowanie sztuką. Jako chłopiec m.in. ilustrował przeczytane przez siebie książki. Początkowo artysta tworzył rysunki posługując się ołówkiem, węglem, tuszem, długopisem, często podmalowywany temperą na różnorodnym podłożu – od kartonów poprzez zeszyty i luźne kartki. Na studia wyjechał do Katowic, ponieważ w ówczesnej Państwowej Wyższej Szkole Sztuk Plastycznych w Łodzi nie funkcjonował kierunek grafiki użytkowej, którą był zainteresowany. I tak w okresie 1953-1954 uczył się na Wydziale Grafiki Propagandowej, który stanowił filię Akademii Sztuk Pięknych w Krakowie. Natomiast w latach 1955–1958 był studentem na Wydziale Grafiki Akademii Sztuk Pięknych w Warszawie, którą ukończył w Pracowni Plakatu pod kierunkiem prof. Henryka Tomaszewskiego.
Ryszard Kuba Grzybowski jest znany przede wszystkim jako autor wielu plakatów reklamujących wszelkiego rodzaju wydarzenia, m.in. tworzył prace dla wielu instytucji kultury regionu łódzkiego. Do najbardziej znanych należy zaliczyć plakat do spektaklu „Halka” inaugurującego działalność Teatru Wielkiego w Łodzi w 1967 czy pierwszy logotyp owego teatru. Jest autorem neonów, afiszy, logotypów, katalogów, albumów itp. dla Wydawnictwa Łódzkiego czy Zakładów Artystycznych ART, jak również opraw graficznych wybranych numerów czasopisma „Kalejdoskop”, w którym w latach 1975–1980 pełnił funkcję redaktora graficznego. Stworzył także wiele plakatów dla ogólnopolskich wydarzeń, np. 60 lat polskiego jazzu, Festiwale Stołecznych Ognisk Artystycznych czy eliminacje do Festiwalu Piosenki Żołnierskiej. Wystawiał swoje prace w wielu konkursach, np. podczas Biennale Plakatu Polskiego w Katowicach, Ogólnopolskiego Przeglądu Plakatu Muzealnego w Przemyślu czy Międzynarodowego Biennale Plakatu w Warszawie (edycje III, IV, V, VII i XI); uczestniczył w Międzynarodowym Sympozjum Performance w Aspen (1973), Plenerach Olimpijskich w Spale, Międzynarodowym Biennale Grafiki w Krakowie, Międzynarodowym Triennale Rysunku we Wrocławiu, I Ogólnopolskiej Wystawie Znaków Graficznych w Muzeum Śląskim (1969). W latach 1970–1994 jego dzieła pojawiały się na zagranicznych wystawach, m.in. na IV Międzynarodowym Biennale „Sport w sztuce” (Madryt, 1973), w licznych zbiorowych wystawach polskiego plakatu w Luksemburgu (1973), Bukareszcie (1974), Brukseli (1975), Hamburgu (1976), Nowym Jorku czy Hawanie (1978). Jednym z bardziej znaczących momentów w karierze artysty była indywidualna wystawa jego grafik i rysunków w  Everhart Museum w Pensylwanii w 1976. Z ostatnich ekspozycji zbiorowych, w których uczestniczyły prace artysty, wymienić należy „KOMUNIKAT LDZ. Projektowanie graficzne w kręgu Akademii Sztuk Pięknych w Łodzi” i „Polska Szkoła Plakatu oraz kontynuatorzy” w 2017.
Przez rok pracował jako nauczyciel w Zespole Szkół Plastycznych w Kole, z czego jednak sam zrezygnował. Prowadził również przez pewien czas księgarnię, którą zarejestrował jako działalność gospodarczą w 1994.